# Aderus subfasciatus
Aderus subfasciatus é uma espécie de inseto besouro da família Aderidae. Foi descrita cientificamente por John Lawrence LeConte em 1875.

## Distribuição geográfica
Habita no Leste da América do Norte.